# ナンバー・ワン (宝塚歌劇)
『ナンバー・ワン』は宝塚歌劇団の舞台作品。

## 解説
1962年当時、芝居が中心でショーが少なかった雪組には珍しい作品であった。

## 上演記録
1962年 雪組公演
7月3日から7月30日まで宝塚大劇場で公演された。
形式名は「グランド・ショー」。20場。
主要出演者は真帆志ぶき、加茂さくら
併演作品は『花のオランダ坂』。
1963年 星組公演『ナンバーをどうぞ<ナンバー・ワン・改題>』
6月2日から6月26日まで東京宝塚劇場で公演された。
併演作品は『カチューシャ物語』。
1963年 雪・星組合同公演
9月25日から9月29日まで熊本、久留米、福岡で公演された。
併演作品は『花のオランダ坂』。

## スタッフ（1962年・宝塚大劇場）
- 作・演出[1][4]：横澤英雄
- 音楽[4]：河崎恒夫、中井光晴、中元清純、中野潤二、高井良純、寺田瀧雄、吉崎憲治、小坂務
- 音楽指揮[4]：橋本和明
- 振付[4]：康本晋史、岡正躬、佐々木和夫、山田卓、喜多弘、山下康雄、内田喜隆、朱里みさを
- 装置[4]：石浜日出雄
- 衣装[4]：眞野誠二
- 照明[5]：今井直次
- 小道具[5]：山田圭一郎
- 効果[5]：松岡知一
- 演出助手[5]：柴田侑宏、阿古健